# Антиводород
Антиводоро́д — аналог водорода, состоящий из антивещества. В то время как обычный атом водорода состоит из электрона и протона, атом антиводорода состоит из позитрона и антипротона. Учёные надеются, что изучение антиводорода поможет пролить свет на вопрос, почему в наблюдаемой Вселенной больше материи, чем антиматерии, известный как проблема барионной асимметрии. Антиводород вырабатывается искусственно в ускорителях заряженных частиц.

## Экспериментальная история
Высокоэнергетичные атомы антиводорода впервые были обнаружены на ускорителях в 1990-х годах. Коллаборация ATHENA изучала холодный антиводород в 2002 году. Впервые захват атомов антиводорода в ловушку продемонстрировала группа Antihydrogen Laser Physics Apparatus (ALPHA) в ЦЕРНе в 2010 году, которая затем измерила структуру и другие важные свойства. ALPHA, AEGIS и GBAR планируют и дальше охлаждать и изучать атомы антиводорода.

### Измерение переходов 1S-2S
В 2016 году в эксперименте ALPHA был измерен электронный переход между двумя низшими энергетическими уровнями антиводорода, 1S-2S. Результаты оказались идентичны измерениям для водорода в пределах разрешающей способности эксперимента, подтверждая идею симметрии материи — антиматерии и CPT-симметрии.
В присутствии магнитного поля переход 1S-2S расщепляется на два сверхтонких перехода с несколько различными частотами. Команда рассчитала частоты переходов для нормального водорода под действием магнитного поля в ограниченном объёме как:
fdd = 2466061103064 (2) кГц
fcc = 2466061707104 (2) кГц
Однофотонный переход между S-состояниями запрещён квантовыми правилами отбора, поэтому, чтобы перевести позитроны из основного состоянии в состояние 2S, ограниченное пространство освещалось лазером, настроенным на половину рассчитанной частоты переходов, стимулируя разрешённое двухфотонное поглощение.
Атомы антиводорода, возбуждённые до состояния 2S, нестабильны и могут затем перейти одним из нескольких способов в другие состояния:
- Они могут испускать два фотона и сразу же возвращаться в основное состояние, как раньше.
- Они могут поглотить другой фотон, который ионизирует атом.
- Они могут испустить одиночный фотон и вернуться в основное состояние через состояние 2P — в этом случае спин позитрона может измениться или остаться прежним.

И ионизация, и переворот спина заставляют атом вырваться из ловушки. Команда подсчитала, что, если предположить, что антиводород ведёт себя как обычный водород, примерно половина атомов антиводорода будет потеряна во время воздействия резонансной частоты, по сравнению со случаем без лазера. При настроенном лазерном источнике 200 кГц ниже половины частоты перехода расчётные потери были по существу такими же, как и для случая отсутствия лазера.
Команда ALPHA создавала сгустки антиводорода, выдерживала их в течение 600 секунд, а затем уменьшала поле удержания в течение 1,5 секунд, подсчитывая, сколько атомов антиводорода аннигилировало. Они сделали это при трёх разных экспериментальных условиях:
- При резонансе: — воздействие на атомы антиводорода в ловушке лазерным источником, настроенным ровно на половину частоты перехода, в течение 300 секунд для каждого из двух переходов,
- Вне резонанса: — воздействие на атомы антиводорода в ловушке лазерным источником, настроенным на 200 килогерц ниже двух резонансных частот, в течение 300 секунд каждая,
- Без лазера: — удержание атомов антиводорода без какого-либо лазерного освещения.

Два элемента управления, вне резонанса и без лазера, были необходимы, чтобы гарантировать, что лазерное излучение само по себе не вызывает аннигиляции, возможно, путём высвобождения нормальных атомов с поверхности ограничивающего сосуда, которые затем могут объединиться с антиводородом.
Команда провела 11 пусков по трём случаям и не обнаружила существенной разницы между пусками вне резонанса и отсутствием лазера, но на 58 % снизилось количество событий, обнаруженных после прохождения резонанса. Они также смогли подсчитать события аннигиляции во время сеансов и обнаружили более высокий уровень во время резонансных запусков, опять же без существенной разницы между нерезонансным и безлазерного пусками. Результаты хорошо согласуются с предсказаниями, основанными на нормальном водороде, и могут быть «интерпретированы как проверка симметрии CPT с точностью до 200 ppt».

## Характеристики
CPT-теорема в физике элементарных частиц предсказывает, что атомы антиводорода обладают многими характеристиками, присущими обычному водороду; то есть они обладают той же самой массой, магнитным моментом и частотами переходов между атомными состояниями (см. Атомная спектроскопия). Например, ожидается, что возбуждённые атомы антиводорода будут испускать свет той же частоты, что и обычный водород. Атомы антиводорода должны притягиваться к другому веществу или антивеществу гравитационно с силой той же величины, что и обычные атомы водорода. Это не должно выполняться, если антивещество имеет отрицательную гравитационную массу, что считается крайне маловероятным, хотя ещё не опровергнуто эмпирически (Опровергнуто. см эксперимент AEgIS CERN) (см. Гравитационное взаимодействие антивещества). Однако разработана теоретическая модель для отрицательной массы и отталкивающей гравитации (антигравитации) между материей и антивеществом, и эта теория совместима с CPT-теоремой.
Когда антиводород вступает в контакт с обычным веществом, его составляющие быстро аннигилируют. Позитрон аннигилирует с электроном с образованием гамма-лучей. С другой стороны, антипротон состоит из антикварков, которые соединяются с кварками в нейтронах или протонах, в результате чего образуются пионы высокой энергии, которые быстро распадаются на мюоны, нейтрино, позитроны и электроны. Если бы атомы антиводорода были взвешены в идеальном вакууме, они бы существовали бесконечное время.
Ожидается, что как антиэлемент он будет иметь те же свойства, что и водород. Например, антиводород будет газом при стандартных условиях и соединится с антикислородом с образованием антиводы {\displaystyle {\ce {{\overline {H}}_{2}{\overline {O}}}}}.

## Производство
Первые атомы антиводорода были получены в 1995 году группой под руководством Уолтера Олерта из ЦЕРНа с использованием метода, впервые предложенного Чарльзом Мангером-младшим, Стэнли Бродским и Иваном Шмидтом Андраде.
В кольцевом ускорителе LEAR антипротоны из ускорителя попадали в кластеры ксенона, создавая электрон-позитронные пары. Антипротоны могут захватывать позитроны с вероятностью около 10−19, поэтому, согласно расчётам, этот метод не подходит для существенного производительности. Фермилаб измерил несколько иное поперечное сечение, которое согласуется с предсказаниями квантовой электродинамики. Оба метода приводили к появлению горячих (высокоэнергетических) антиатомов, непригодных для детального изучения.
Впоследствии ЦЕРН создал антипротонный замедлитель (AD) для поддержки усилий по созданию низкоэнергетического антиводорода для проверки фундаментальных симметрий. AD будет поставлять антиводород нескольким группам в ЦЕРНе. ЦЕРН ожидает, что их установки будут способны производить 10 миллионов антипротонов в минуту.

### Низкоэнергетический антиводород
В экспериментах, проведённых коллаборациями ATRAP и ATHENA в ЦЕРНе, удалось объединить позитроны и антипротоны в ловушках Пеннинга, что привело к синтезу с типичной скоростью 100 атомов антиводорода в секунду. Антиводород был впервые получен в 2002 году, сначала коллаборацией ATHENA, а затем ATRAP и к 2004 году были произведены миллионы атомов антиводорода. Синтезированные атомы имели относительно высокую температуру (несколько тысяч кельвинов) и, как следствие, ударялись о стенки экспериментальной установки и аннигилировали. Большинство тестов на точность требуют длительного наблюдения.
ALPHA, преемница коллаборации ATHENA, была создана для стабильного улавливания антиводорода. Будучи электрически нейтральным, его спиновые магнитные моменты взаимодействуют с неоднородным магнитным полем; некоторые атомы будут притягиваться к магнитному минимуму, созданному комбинацией зеркального и мультипольного полей.
В ноябре 2010 года коллаборация ALPHA объявила, что они захватили в ловушку 38 атомов антиводорода на шестую долю секунды, что стало первым успехом удержания нейтрального антивещества. В июне 2011 года они захватили 309 атомов антиводорода, до 3 одновременно, на срок до 1000 секунд. Затем они изучили его сверхтонкую структуру, гравитационные эффекты и заряд. ALPHA продолжит измерения наряду с экспериментами ATRAP, AEGIS и GBAR.

### Более крупные атомы антивещества
Более крупные атомы антивещества, такие как антидейтерий (D), антитритий (T), антигелий-3 (3He) и антигелий-4 (4He), произвести гораздо сложнее. Антидейтерий, антигелий-3 (3He) и антигелий-4 (4He), другие ядра создаются с такими высокими скоростями, что синтез соответствующих им атомов создаёт несколько технических препятствий.